# Carson Pickett
Pour les articles homonymes, voir Pickett.
Carson Pickett, née le 15 septembre 1993 à Spartanburg en Caroline du Sud (États-Unis), est une joueuse internationale américaine de soccer. Elle évolue au poste de latérale gauche au Courage de la Caroline du Nord et en équipe nationale.

## Biographie
Carson Pickett commence le soccer en 1999. Malgré un handicap dès la naissance (elle naît sans avant-bras gauche), elle remporte le championnat de Floride avec l'équipe de son lycée. Elle rejoint l'Université d'État de Floride et son équipe de soccer, les Seminoles, avec qui elle remporte la NCAA, le championnat universitaire.

### En club
En 2016, elle est repêchée en quatrième position par le Reign de Seattle en NWSL. À l'intersaison 2017-2018, elle rejoint le championnat australien avec un prêt au Brisbane Roar et remporte le Premiership (trophée du vainqueur de la saison régulière).

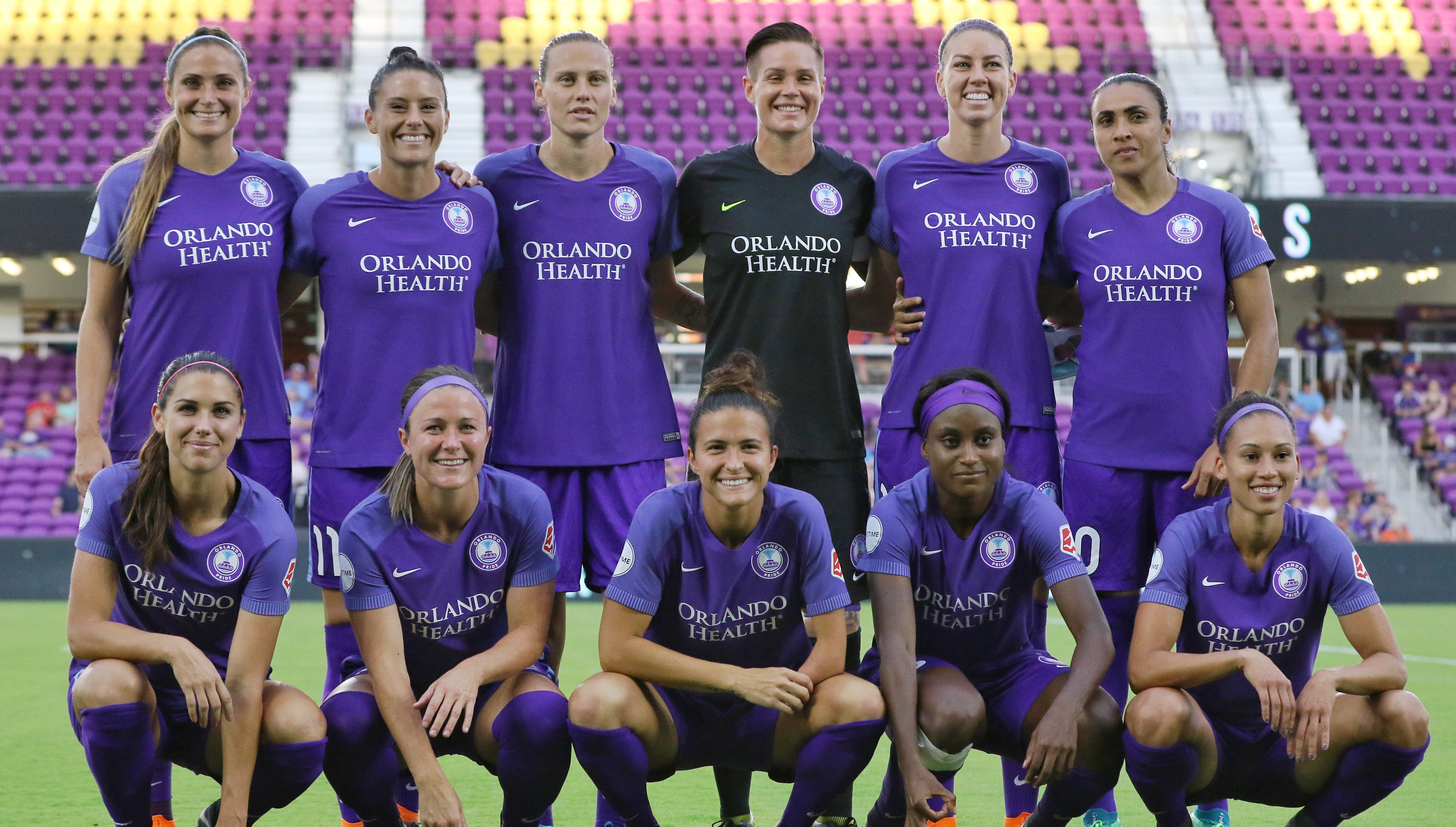
Carson Pickett (en bas au centre) avec ses coéquipières du Pride.

Elle est ensuite échangée au Pride d'Orlando, puis rejoint à nouveau le Brisbane Roar en 2018-2019, cette fois accompagnée par sa coéquipière au Pride Chioma Ubogagu. Elle y retourne une troisième fois la saison suivante.
Carson Pickett rejoint le Courage de la Caroline du Nord en 2021, et inscrit avec la franchise de Cary son premier but en NWSL le 11 juillet 2022.

### En sélection
Le 28 juin 2022, Carson Pickett honore sa première sélection avec l'équipe senior américaine lors d'un match amical face à la Colombie. Elle devient la première joueuse porteuse d'un handicap à évoluer sous le maillot de l'USWNT.

### Engagements
En 2020, Carson Pickett aide Nike à concevoir des crampons qui n'ont pas besoin d'être lacés. Elle ne cherche pas à masquer son handicap, pour encourager les autres porteurs à s'accepter.

## Palmarès
Brisbane Roar
- W-League Premiership (1) :
  - Vainqueur en 2017-2018

 Courage de la Caroline du Nord
- NWSL Challenge Cup (1) :
  - Vainqueur en 2022